# Willy Sagnol
William Sagnol (ur. 18 marca 1977 w Saint-Étienne) – francuski trener i piłkarz. W latach 2000–2009 Reprezentant Francji. Srebrny medalista Mistrzostw Świata 2006. Triumfator Ligi Mistrzów UEFA w sezonie (2000/2001) z Bayernem Monachium.
Był w składzie Francuzów na imprezach takich jak: Młodzieżowe Mistrzostwa Świata w Piłce Nożnej 1997, Mistrzostwa Świata 2002, Euro 2004 i Mistrzostwa Świata 2006.
Doznał poważnej kontuzji zerwania ścięgna Achillesa podczas Euro 2008 w Austrii i Szwajcarii. W styczniu 2009 postanowił zakończyć karierę.
W latach 2013–2014 był selekcjonerem reprezentacji Francji U-21.
W latach 2014–2016 był trenerem Girondins Bordeaux.
W 2017 roku został asystentem Carlo Ancelottiego w Bayernie Monachium. 28 września 2017 roku po zwolnieniu Ancelottiego tymczasowo przejął jego obowiązki. 6 października 2017 roku zastąpił go Jupp Heynckes.
15 lutego 2021 roku został selekcjonerem reprezentacji Gruzji. W 2024 poprzez wygranie dwóch meczów barażowych awansował z Gruzją po raz pierwszy na wielki turniej - Euro 2024 w Niemczech. Na Mistrzostwach Europy 2024 reprezentacja Gruzji odpadła w 1/8 finału z Hiszpanią 1:4, a dojście tak daleko debiutującej Gruzji do fazy pucharowej uznano za wielki sukces.

## Tytuły
Klubowe
- Bundesliga: 2001, 2003, 2005, 2006, 2008
- Puchar Niemiec: 2003, 2005, 2006, 2008
- Premiere Liga-Pokal: 2004, 2007, 2008
- Liga Mistrzów UEFA: 2001
- Puchar Interkontynentalny: 2001
- Ligue 1
  - Wygrana (1): 2000
- Trophée des champions
  - Wygrane (2) 1997, 2000

Trenerskie
● Awans i 1/8 finału na Euro 2024 z reprezentacją Gruzji

## Odznaczenia
- Order Honoru – Gruzja, 2024[5][6][7][8]